# واضح بن عاصم المكناسي
واضح ابن عاصم المكناسي من أشهر شيوخ الصوفية ومن كبار الزهاد بالمغرب الأوسط توفي بين 680 هجري 688 هجري مدفون ببلدية واد ارهيو ولاية غليزان.

## حياته
هو سيدي واضح بن عاصم المكناسي دفين الجانب الشرقي من نهر أرهيو بمنطقة تسمى الآن الوضحة ببلدية وادي رهيوعلى حدود مع بلدية الولجة ولاية غليزان وتبقى سنة ميلاده مجهولة إلا انه توفي في اواخر القرن السابع للهجري أي على مايعتقد بين 1280 إلى 1288 ملادية. قد ترجم العلامة ابو عمران موسى بن عيسى المازوني لسيدي واضح المكناسي في مخطوط المعنون ديباجية الإفتخار في مناقب إولياء الله الأخيار كما اشار اليه ابن صعد في كتابه النجم الثاقب وترجم له ابو القاسم الحفناوي في تعريف الخلف برجال السلف.
وحسب المازوني فان سيدي واضح كان قاهرا لاحواله مجتهدا في العبادة دائم التوجه للمغارة التي اشهرته..وكان صواما قواما إلى ان صار لا يفطر الا على راس 40 يوما بشيء من الخبز وانتهى به الحال في اخر عمره إلى ان صار من الروحانيين

## لقائه مع السلطان الزياني
وكانت شهرة سيدي واضح المكناسي في أوسط القرن السابع الهجري واشتهر حاله في اوائل المتولي منه.وقد ارتحل لزيارته الملك الزياني يغمراسن بن زيان بموضعه بجبل افرشان الوضحة وتركه سيدي واضح ينتظر حتي احترقته الشمس ثم اذن له فلما دخل عليه واخبره انه فعل ذلك ليعرف ما يعانيه المعتاهون بباب الخليفة حين يمنعهم الحاجب من الدخول عليه ثم سال سيدي واضح الملك من تولي عهدك، فرد هذا مشيرا الي ابنه محمد وقال له الشيخ الرعية لا تحتاج للفقهية الحاذق الكبيرو لا للفقيه مجبور علي جمع.المال يقيم للدرهم درهمين، فقال له السلطان ومن ترى فقال هذا مشيرا إلى ابنه عثمان ففرح يغمراسن ببقاء الملك في عقبه واوحى الشيخ يغمراسن بالرفق بالرعية فقبل السلطان اقدام الوالي الصالح قال انا تائب لاعود.

## لقائه مع الأمير محمد بن عبد القوي
كان الأمير محمد بن عبد القوي متقلدا لقبيلة بني توجين وكانت الونشريس تحت سلطانه لكن حدث أن قبيلة مغراوة قتات إبنه زيان مما أثار غضبه وحنقه عليهم  وقرر الإنتقام منهم ولجا إلى الإنتقام بالإغارة عليهم في مضاربهم قرب واد ارهيو أين بث الرعب في النفوس وبدرهم لجأوا للشيخ سيدي واضح أين قام في الفجر متضرعا لله عز وجل لدحر محمد بن عبد القوي وبالفعل بعدها بقليل أصيب الأمير بوجع حاد ولعدها نصحه مقربيه بترك الغارة وجلبوا له ماءا مرقيا من عند الشيخ.
وعند شرب الأمير الماء المقدم له شفي من علته وصعد إليه متذللا واستبشر الناس آمنوا به.

## شيوخه
- سيدي ابي يعقوب ابن السيد العالم القدوى ابن عبد الله محمد الهواري الشهير بالابرش
- سيدي عزوز المازوني